# Беблінген (район)
Район Беблінген (нім. Landkreis Böblingen) — район землі Баден-Вюртемберг, Німеччина. Район підпорядкований урядовому округу Штутгарт, входить до складу регіону Штутгарт ( Stuttgart ). Центром району є місто Беблінген. Населення становить 392 898 ос. (станом на 31 грудня 2020), площа  — 617,86 км². 

## Демографія
Густота населення в районі становить 601 чол./км².
| Рік             | Населення |
| --------------- | --------- |
| 31. грудня 1973 | 286.618   |
| 31. грудня 1975 | 288.385   |
| 31. грудня 1980 | 305.725   |
| 31. грудня 1985 | 310.431   |
| 27. травня 1987 | 315.677   |

| Рік             | Населення |
| --------------- | --------- |
| 31. грудня 1990 | 334.602   |
| 31. грудня 1995 | 351.027   |
| 31. грудня 2000 | 364.987   |
| 31. грудня 2005 | 372.155   |
| 31. грудня 2006 | 372.228   |

## Міста і громади
Район поділений на 9 міст, 17 громад та 6 об'єднань громад.
Міста
1. Беблінген (46 198)
2. Вайль-дер-Штадт (18 942)
3. Вальденбух (8510)
4. Леонберг (45 236)
5. Реннінген (17 259)
6. Рутесгайм (10 226)
7. Зінделфінген (60 475)
8. Херренберг (45 236)
9. Гольцгерлінген (12 753)

Громади
1. Айдлінген (9046)
2. Альтдорф (4542)
3. Бондорф (5853)
4. Вайль-ім-Шенбух (9902)
5. Вайсах (7458)
6. Гертрінген (12.076)
7. Гойфельден (9332)
8. Графенау (6577)
9. Декенпфронн (3102)
10. Енінген (8005)
11. Єттінген (7594)
12. Магштадт (8804)
13. Метцінген (3692)
14. Нуфрінген (5330)
15. Гільдріцгаузен (3572)
16. Шенайх (9755)
17. Штайненбронн (6053)